# Codeçais
Codeçais é uma aldeia em Portugal, localizada na freguesia de Pereiros, Concelho de Carrazeda de Ansiães, pertencente ao Distrito de Bragança, Região Norte e sub-região do Douro. É banhada pelo Rio Tua, afluente do Douro.